# ان‌جی‌سی ۱۴۲
ان‌جی‌سی ۱۴۲ (به انگلیسی: NGC 142) یک کهکشان مارپیچی است که در صورت فلکی نهنگ قرار دارد.